# Aeroportul Venustiano Carranza
Aeroportul Venustiano Carranza (IATA: LOV, ICAO: MMMV) este un aeroport din Coahuila, Mexic ce deservește zona Monclova⁠(d). Aeroportul a fost tranzitat în 2021 de 0 pasageri. A fost numit după Venustiano Carranza⁠(d).
Situat la o altitudine de 568 m, aeroportul dispune de o singură pistă. Este operat de Administradora Coahuilense de Infraestructura y Transporte Aéreo⁠(d).